# ماکسیم-گائل انگایاپ هامبو
ماکسیم-گائل انگایاپ هامبو (انگلیسی: Maxime-Gaël Ngayap Hambou؛ زادهٔ ۲۲ ژوئن ۲۰۰۱) جودوکار اهل فرانسه است.